# Marie Weißhappel

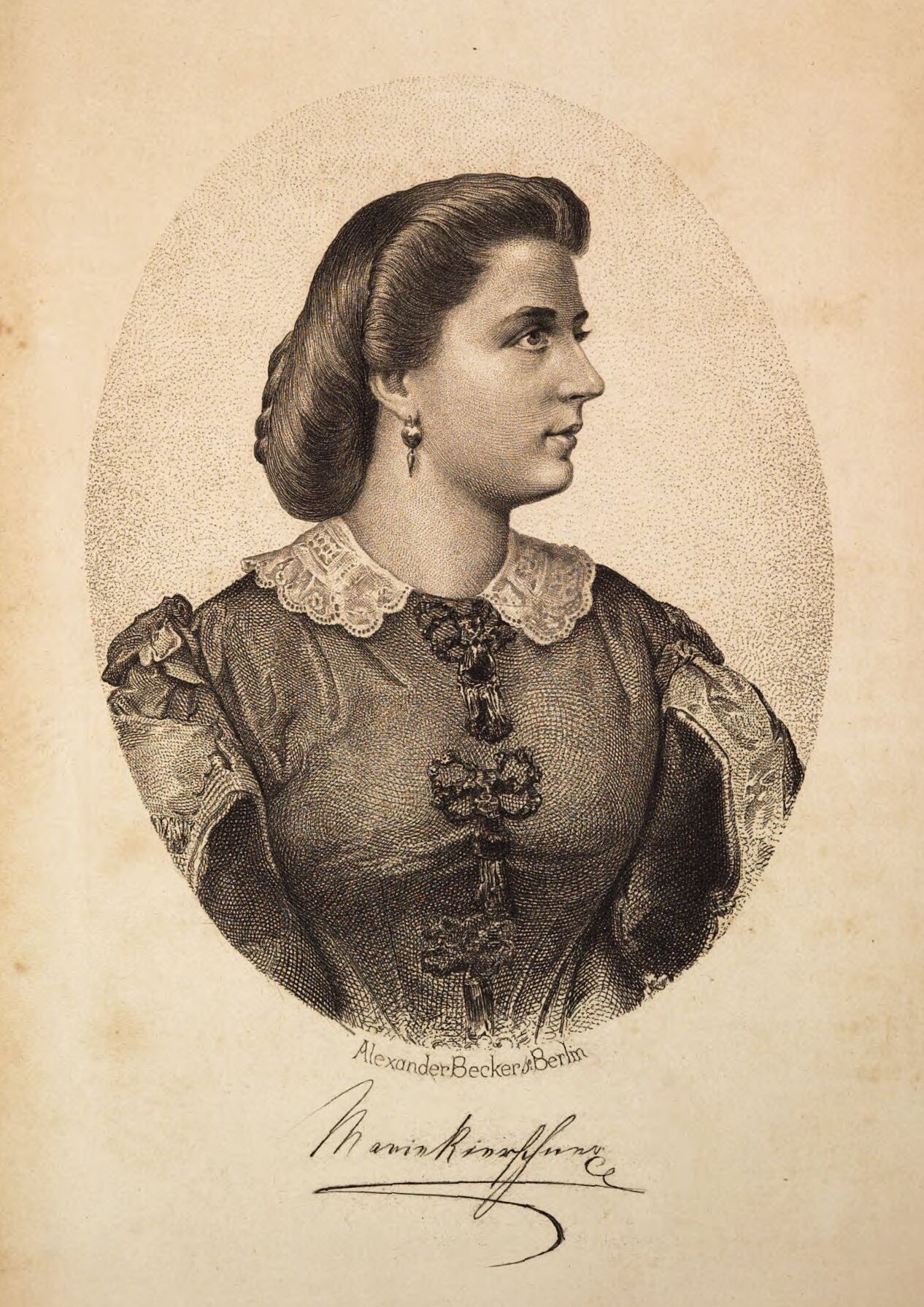
Marie Kierschner, Hofschauspielerin (1834–1898), Stahlstich von Alexander Becker (Berlin) in Die deutsche Schaubühne 2.1861, Heft 1

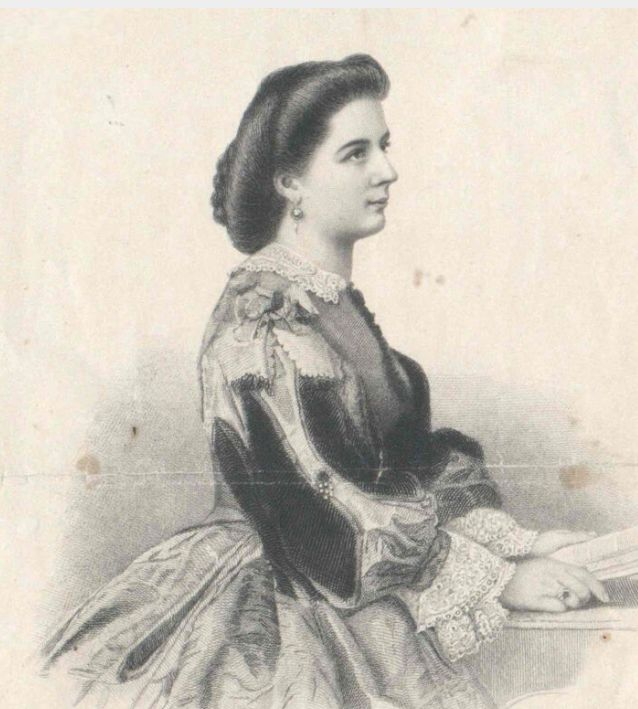
Marie Kierschner, Stahlstich von Auguste Hüssener

Marie Weißhappel, auch Weishappel und Weisshappel, verh. Kierschner, verh. Liedtcke (* 2. Februar 1834 in Wien; † 23. Mai 1898 in Berlin), war eine österreichische Schauspielerin.
Marie Weißhappel stammte aus der wohlhabenden Familie Weisshappel. Da ihre Mutter starb, als sie noch ein kleines Kind war, wurde sie zusammen mit einer älteren Schwester von einer Großmutter aufgezogen. Als knapp Sechzehnjährige lernte Marie Weißhappel, die in ihrer Freizeit gerne Gedichte schrieb, den Schauspieler Eduard Kierschner kennen, mit dem sie trotz des Protestes ihrer Familie ihre erste Ehe einging. Zunächst dachte sie nicht an eine Bühnenkarriere, doch Bekannte wie der Dichter Otto Prechtler brachten sie dazu, erste Rollen einzustudieren. Während eines Aufenthalts in Brünn lernte sie Theodor Döring kennen, der ihr vorschlug, als Gretchen einzuspringen. Döring selbst spielte den Mephisto, als die junge Frau am 14. Juli 1853 in Goethes Drama debütierte. Marie Kierschner spielte daraufhin zunächst an Wiener Privatbühnen. 1854 hatte sie Engagements in Pest und Hermannstadt als jugendliche Liebhaberin und wurde dann im September 1854 von Heinrich Laube zu einem Vorspiel auf Probe ans Burgtheater geholt. Dies führte zu einem längerfristigen Engagement; ihre erste Rolle als festes Mitglied des Burgtheaters war die Hippolyta im Sommernachtstraum. Im Sommer 1857 hielt sie sich in Paris auf. Amalie Haizinger riet ihr schließlich, um ihre Karriere voranzutreiben, zu einem Wechsel der Bühne. Während Eduard Kierschner in Wien blieb, wechselte seine Frau im Herbst 1859 ans Berliner Hoftheater. Dort spielte sie mehrere Rollen auf Probe und trat, nach einem Gastspiel in Brünn, ab November 1859 ihre Arbeit als festes Mitglied der Bühne an.
In Berlin spielte sie bis zu ihrem Rückzug von der Bühne im Jahr 1869 vor allem Lustspielrollen und Salondamen. Gastspiele absolvierte sie unter anderem in St. Petersburg, Riga, Hamburg, Breslau, Königsberg. Ihr zweiter Ehemann war der Schauspieler Theodor Liedtcke.
„Im Salon zu conversiren, im bürgerlichen Gemache zu plaudern, das versteht Frau K. mit Meisterschaft zu vollführen; das tragische Pathos liegt ihr ferner; leben und lieben kann sie, wie Wenige“, war 1868 im Kaleidoscop über Marie Kierschner zu lesen.